# Maunavärri
Maunavärri är en kulle i Finland.   Den ligger i den ekonomiska regionen Norra Lappland och landskapet Lappland, i den norra delen av landet, 1 000 km norr om huvudstaden Helsingfors. Toppen på Maunavärri är 343 meter över havet.
Terrängen runt Maunavärri är huvudsakligen platt, men söderut är den kuperad. Terrängen runt Maunavärri sluttar västerut.  Trakten runt Maunavärri är nära nog obefolkad, med mindre än två invånare per kvadratkilometer. Det finns inga samhällen i närheten. Omgivningarna runt Maunavärri är i huvudsak ett öppet busklandskap.